# Пашковский, Евгений Владимирович
Евгений Владимирович Пашко́вский (укр. Євген Володимирович Пашковський) (род. 19 ноября 1962 года, станция Разино, УССР, СССР) — украинский писатель. Принадлежит к так называемой «Житомирской литературной школе».

## Биография
Родился 19 ноября 1962 года на станции Разино, ныне Романовский район Житомирской области, Украина. Учился в Киевском индустриальном техникуме.
С 1980 года работал на разных работах: монтажником на стройках Киева, подземным крепильщиком шахты «Прогресс» ПО «Торезантрацит» на Донбассе, бетонщиком 6-го разряда на подземных работах тоннельного отряда № 4 «Киевметростроя», асфальтоукладчиком 3-го разряда ГБУ № 1.
В 1984 году поступил в КГПИ, но после 3-го курса перевёлся на заочное отделение, бросил учёбу и подался в странствия.
В 1987—1990 годах объездил и обошёл пешком Ростовскую область, Ставрополье, Краснодарский край, Северный Кавказ, Башкортостан, Урал. Работал выездным фотографом Родионово-Несветаевского РВУ Ростовской области.
В 1992 года — обозреватель газеты «Да» университета «Киево-Могилянская академия», потом на творческой работе, председатель комиссии по издательским проектам СПУ. Затем — председатель правления «Шевченковского фонда XXI века».
Член НСПУ и ПЕН-клуба (с 1993 года).
Заместитель главного редактора журнала «Неопалимая купина».
Живет в Киеве.

## Награды и премии
- премия Фонда доктора Михаила Демьянива «Свобода и мир для Украины» (1993) — за романы «Волчья заря», «Праздник» и «Бездна»
- премия имени Бачинского «В зеркале слова» (1996) — за роман «Осень для ангела»
- Национальная премия Украины имени Тараса Шевченко (2001) — за роман «Повседневный жезл»